# 埃維登斯·馬克戈帕
埃維登斯·馬克戈帕（英語：Evidence Makgopa，2000年6月5日—）是一名南非的職業足球運動員，司職前鋒，現效力於南非足球超級聯賽球會奧蘭多海盜。曾代表南非國奧隊參加2020東京奧運。